# Костаракос, Михаил
Михаил Костаракос (греч. Μιχαήλ Κωσταράκος; Салоники февраль 1956 — 2 июня 2023) — греческий военный деятель, генерал артиллерии в  отставке, бывший председатель Военного комитета Европейского Союза и почётный начальник Генерального штаба национальной обороны.

## Биография
Михаил Костаракос родился в 1956 году в Салониках но сам он родом из Ма́ни (Котронас, Лакония). 1974 году Михаил Костаракос окончил Экспериментальную школу Университета Салоник и поступил в Военное училище эвэлпидов которую 1978 году окончил в звании младшего лейтенанта артиллерии.
Он посещал все национальные школы артиллерии, а также Высший военный колледж и Национальный колледж обороны. Он посещал школы системы HAWK K/V A/A в США (Форт-Блисс, Техас) и в Бельгии (NPC, Glons).
За время своей карьеры Михаил Костаракос служил в различных артиллерийских подразделениях. а также на национальных и международных штабных должностях. Он служил в Международном военном штабе НАТО в Брюсселе, в департаменте разведки и текущих операций (Cur Ops) соответственно. Занимал должности командира 96-го высшего командования Национальной гвардии, и 12-й механизированнаной дивизии..
С 1999 по 2001 годы Михаил Костаракос занимал различные должности от должности директора Канцелярии начальника Генерального штаба греческой армии Константиноса Панайотакиса, директора штаба и помощника начальника штаба 3-го армейского корпуса, директора Оперативного центра (JOC DIR) KFOR в Косово, директора 3-го штаба/Генерального штаба армии, 
до директора Управления Генерального штаба, и соответственно директора 1-го отделения армейского Генерального штаба и командира 3-го армейского корпуса в его родном городе Салоники.
Михаил Костаракос окончил юридический факультет Афинского национальный университета и имеет степень магистра дипломатических и стратегических исследований. Имеет ученые степени по английскому и французскому языкам.
1 ноября 2011 года соответствующим решением Совета национальной обороны Михаил Костаракос был выбран на должность начальника штаба национальной обороны с присвоением звания генерал.
15 сентября 2015 Костаракос вышел в отставку с военной службы, получив звание почетного начальника Генерального штаба национальной обороны. В том же году Костаракос вызван на действующую военную службу, чтобы 6 ноября 2015 года занять пост председателя Военного комитета Европейского союза на следующие 3 года.
Генерал Михаил Костаракос умер в своем родном городе Салоники 2 июня 2023 года в возрасте 67 лет.

## Семья
Генерал Михаил Костаракос был женат на Екатерине Сгуру, у них было две дочери, Аспа и Агни.